# Shoshenq A
Shoshenq A, đôi khi còn gọi là Shoshenq Già, là một Đại thủ lĩnh của người Meshwesh sống vào giai đoạn thời kỳ Vương triều thứ 21 trong lịch sử Ai Cập cổ đại. Ông chủ yếu được biết đến là một tổ tiên của các vị pharaon thuộc Vương triều thứ 22.

## Tiểu sử
Shoshenq A được biết đến là con trai của Pahuty, một Đại thủ lĩnh của người Meshwesh trước đó, dựa theo phả hệ ghi trên Tấm bia của Pasenhor. Tổ tiên của Shoshenq xuất thân là người Libya.
Cũng theo tấm bia đó, vợ của Shoshenq A là Mehetenweskhet A. Cả hai có với nhau ít nhất 2 người con trai, là pharaon Osorkon Già và Nimlot A, người tập tước Đại thủ lĩnh từ người cha. Bản thân Nimlot A là cha của vị vua sáng lập nên Vương triều thứ 22, pharaon Shoshenq I. Dưới thời trị vì của Osorkon Già, phu nhân Mehetenweskhet A được con trai tôn danh hiệu "Mẹ của Pharaon".